# Abdel-Malik Ladjali
Pour les articles homonymes, voir Ladjali.
Abdel-Malik Ladjali est un boxeur français né le 10 juin 1993.

## Carrière sportive
En 2013, il remporte la médaille de bronze aux championnats d'Europe amateur à Minsk en moins de 64 kg (poids super-légers).